# Kiełpino (przystanek kolejowy)
Kiełpino – nieistniejący przystanek osobowy w Kiełpinie w Polsce, w województwie zachodniopomorskim, w powiecie choszczeńskim, w gminie Drawno.